# Łoniów
Łoniów – wieś w Polsce, położona w województwie świętokrzyskim, w powiecie sandomierskim, w gminie Łoniów.
W latach 1954–1972 wieś należała i była siedzibą władz gromady Łoniów. W latach 1975–1998 miejscowość administracyjnie należała do województwa tarnobrzeskiego.
Historycznie położony jest w Małopolsce, w ziemi sandomierskiej.
Miejscowość jest siedzibą gminy wiejskiej Łoniów oraz rzymskokatolickiej parafii św. Mikołaja.

## Integralne części wsi
| SIMC    | Nazwa    | Rodzaj    |
| ------- | -------- | --------- |
| 0797910 | Wygnanów | część wsi |
| 0797926 | Wymysłów | część wsi |

## Historia
Wieś wymieniana w Słowniku geograficznym Królestwa Polskiego i innych krajów słowiańskich w dwóch tomach pod koniec XIX wieku i na początku XX wieku.

ŁONIÓW, wieś i folwark, powiat sandomierski, gmina i parafia Łoniów; odległość 21 wiorst od Sandomierza. Posiada kościół parafialny murowany, sąd gminny okręg III, urząd gminny, szkołę początkową 1-klasową ogólną, dom schronienia dla starców i kalek. W 1827 roku było tu 48 domów, 342 mieszkańców, obecnie 76 domów, 489 mieszkańców, 444 mórg ziemi dworskiej i 586 mórg (ziemi) włościańskiej. Kościół tutejszy niewiadomej erekcyi istniał już w 1440 roku, chociaż w 1633 roku był poświęcony nie został przecie wykończony. Łoniów w XV wieku był dziedzictwem Pawła Gniewosza, później Jana Wnorowskiego herbu Strzegonia. W 1596 roku przeszedł w ręce Chrzanowskich, później należał do Kuczkowskich i Moszyńskich. Nagrobki kościelne zaczynają się od 1624 roku. Parafia Łoniów dekanat sandomierski: 2720 dusz. Według Towarzystwa Kredytowego Ziemskiego dobra Łoniów składają się z folwarków: Łoniów, Wnorów, Zawidza, Skrobno i Łukowiec; wsi: Łoniów, Piotrówka, Łukowiec, Wnorów i Zawidza. Rozległość wynosi mórg 2104 (w tym): folwark Łoniów: grunta orne i ogrody mórg 338, łąk mórg 20, pastwisk mórg 20, wody mórg 4, lasu mórg 912, nieużytki i place mórg 26, razem mórg 1 300, budynki murowane 10, z drzewa 15; płodozmian 10-polowy; folwark Wnorów: grunta orne i ogrody mórg 262, łąk mórg 2, pastwiska mórg 14, wody mórg 2, nieużytki i place mórg 6, razem mórg 287, budynki murowane 2, z drzewa 6; płodozmian 9-polowy; folwark Zawidza: grunta orne i ogrody mórg 90, łąk mórg 36, pastwisk mórg 6, wody mórg 7, nieużytki i place mórg 18, razem mórg 157, budynki murowane 2, z drzewa 13; folwark Skrobno: grunta orne i ogrody mórg 60, łąk mórg 39, pastwiska mórg 6, nieużytki i place morga 1, razem mórg 106, budynki z drzewa 3; folwark Łukowiec: grunta orne i ogrody mórg 187, łąk mórg 41, pastwisk mórg 8, wody mórg 3, nieużytki i place mórg 15, razem mórg 254; budynki z drzewa 6. Młyn wodny, wiatrak i cegielnia. Wieś Łoniów osad 57, z gruntami mórg 586; wieś Piotrówka osad 3, z gruntami mórg 11; wieś Łukowiec osad 19, z gruntami mórg 171; wieś Wnorów osad 23, z gruntami mórg 209; wieś Zawidza osad 15, z gruntami mórg 154. Gmina Łoniów ma 4546 mieszkańców, rozległości (ogółem) 14 334 mórg; w tém ziemi dworskiej 9926 mórg, stacya pocztowa Sandomierz, Przemysł fabryczny, garbarnia 1, fabryka świec łojowych 1, olejarnie 2, cegielnia 1, młyn, deptak 1, wiatraków 4, szkoła początkowa. W skład gminy wchodzą: Bazów, Bugaj, Chotków, Gągolin, Gieraszowice, Gieraszowska-Wola, Grabina, Jasiennica, Jeziory, Krowia-Góra, Lipowiec, Łążek, Łoniów, Nietuja, Otoczyna-Grablińska, Otoka, Piaseczno, Piotrówka, Przewoźniki, Ruszcza-Płaszczyzna, Skrobno, Skwierzowa, Skrzypaczowice, Sulisławice, Suliszów, Świniary, Tarnówka, Trzebiesławice, Wojcieszyce, Wnorów, Wymysłów, Zabogorya, Zawidza, Zgórsko i Żórawica.

Bronisław Chlebowski, Słownik geograficzny Królestwa Polskiego..., t. V:

ŁONIÓW, roku 1540 Lunyow, wieś, powiat sandomierski. Istniał tu zbór kalwiński, przerobiony z dawnego kościoła katolickiego. Wieś należała do Gniewoszów. W roku 1578 Marcin Gniewosz płaci tu od 8 osadników, 2 łanów, 4 zagrodników, 1 komornika, 3 ubogich. Jakób Michowski od 7 osadników, 1¾ łanu, 3 zagrodników, 2 komorników, 4 ubogich. W całej parafii siedzą tu Gniewoszowie. Na początku wieku XVII Marcin Gniewosz, ożeniwszy się z Anną Leską katoliczką, zbory w Łoniowie i Zdziechowicach wrócił katolikom. Łukaszewicz mylnie nazywa wieś tę Lunów (Dzieje wyznania helweckiego w Małopolsce, 374).

Słownik geograficzny Królestwa Polskiego..., t. XV, cz. II:

Istniał tu jeszcze w roku 1541 zbór kalwiński Jednoty małopolskiej, który w ręku tych zostawał aż do początku XVII wieku. Wieś należała wówczas do Gniewoszów, herbu Rawicz, w tym do Pawła Gniewosza, później Jana Wnorowskiego herbu Strzegonia, którzy chwyciwszy się kontrreformacji zniszczyli ów zbór, oddając go katolikom – za namową żony pierwszego Marcina, tj. Anny Leskej wdowy po Stanisławe Dedyńskim. Zachował się oryginalny opis tego zboru z 1853 roku w książce pt. Dzieje kościołów wyznania helweckiego w dawnéj Małéj Polsce przez Józefa Łukaszewicza spisane.

Rozdział VI. Kościoły wyznania helweckiego w Małéj Polsce porządkiem alfabetycznym.
(...) CVII. Lunów.
Wieś podobno w dawném województwie sandomirskiém albo lubelskiém, własność w 16. wieku znakomitéj rodziny małopolskiéj Gniewoszów, herbu Rawicz, którzy chwyciwszy się za panowania Zygmunta Augusta wyznania kalwińskiego, piękny kościół tutejszy katolicki z ciosowego kamienia stawiany, nowym swoim współwiercom oddali. W ręku tych zostawał aż do początku 17. wieku. W tym czasie Marcin Gniewosz pojąwszy w małżeństwo Annę Leską, wdowę po Stanisławie Dedyńskim, katoliczkę, za namową jéj powrócił na łono kościoła katolickiego, i zbory w Lunowie i Zdziechowie, dobrach swoich, pierwotnym właścicielom Katolikom przywrócił, jak to Niesiecki powiada: „Anna Leska naprzód Stanisława Dedyńskiego, a potém Marcina Gniewosza małżonka białogłowa męskiego serca i na Boga rozrzutnego. Kościół w Lunowie restaurowawszy i od herezyi oczyściwszy, kapłanom katolickim oddała, toż uczyniła i w Zdziechowie, mężowi nawet swemu drugiemu wyperswadowała, że się do prawdziwéj wrócił owczarni Chrystusowéj, po którego Śmierci w Żaklikowie dziedzicznych dobrach, kościół z fundamentu wymurowała, mansyonarzami i proboszczem osadziła, organy i inny sprzęt kościelny sprowadziła. Szpital tamże dość dostatni wystawiła, w którym i ona się zamknąwszy, życia świątobliwie dokonała.” Powiada to zaś z naracyi Sawickiego Alloquia ossiec. strona 144. i następnych.

Józef Łukaszewicz, Dzieje kościołów wyznania helweckiego w dawnéj Małéj Polsce

## Transport
- E371  Droga krajowa nr 9 (E371): Radom – Rzeszów
- Droga krajowa nr 79: Warszawa – Sandomierz – Kraków – Katowice – Bytom
- Droga wojewódzka nr 872: Łoniów – Baranów Sandomierski – Nisko

## Zabytki
- Kościół parafialny pw. św. Mikołaja z XV w., przebudowywany w XVIII–XIX w., wpisany do rejestru zabytków nieruchomych (nr rej.: A.696 z 5.10.1956, z 1.03.1967 z 14.06.1977)[10].
- Cmentarz parafialny (nr rej.: A.697 z 13.06.1988)[10].
- Eklektyczny pałac Piotra Stanisława, a później Jerzego Moszyńskiego z 1885, zaprojektowany przez krakowskiego architekta Antoniego Łuszczkiewicza. Wraz z parkiem tworzy zabytkowy zespół (nr rej.: A.698 z 19.12.1957 i z 8.02.1978)[10].